# Neo soul

Neo soul (poznat i kao nu soul) tržišni je izraz za podžanr suvremenog R&B-a. Stil je nastao iz soul glazbe 1970-ih, pod utjecajem jazza, funkya, latino glazbe, hip hopa i kućne glazbe. Pojam neo soul, kreirao je Kedar Massenburg u Motown Recordsu, krajem 1990-ih. Neo soul je svoj vjerni auditorij našao na underground sceni, gdje soul glazba ima najveću popularnost. Neki glazbenici koji su napravili neo soul snimke, radije se ne povezuju s tim stilom s obzirom na to da je povezan s pojmovima kao što je 'klevetanje', pa sebe nazivaju samo soul glazbenicima.

## Povijest

### 20. stoljeće
Žanr je nastao 1990. godine u radu Raphaela Saadiqa i sastava Tony! Toni! Toné!, ali pojam je nastao od pjevača Joia, nakon objavljivanja njegovog albuma prvijenca Pendulum Vibe iz 1994. godine, koji sadrži aranžmanske elemente ranih 1970-ih, zajedno s elementima rock stila. Isto se također ponavlja na albumu Brown Sugar iz 1995. godine od glazbenika D'Angeloa. Brown Sugar sadrži elemente klasičnog soula, inspiriran umjetnicima kao što su Stevie Wonder i Donny Hathaway, kojeg nije bilo običaj vidjeti u afroameričkoj modernoj glazbi. 1995. godine osniva se duo pod imenom 'Groove Theory', kojeg čine pjevači Amel Larrieux i Bryce Wilson. Drugo moguće porijeklo neo soula je Velika Britanija i njezina jazz scena u ranim 1990-ma, s glazbenicima kao što su Jamiroquai, The Brand New Heavies i N'Dea Davenport.
1996.  godine pjevači Maxwell & Eric Benet objavljuju uspješne solo albume Urban Hang Suite i True to Myself, na kojima se nalaze novi soul zvukovi, dok 1997. za Motown Records, svoj prvijenac Baduizm izdaje glazbenica Erykah Badu. Uspjeh tog albuma pomogao je novom šefu Motowna, Kedaru Massenburgu da kompaniju izvede na novi put u stilu neo soula, kojeg je izvodila Erykah Badu. Prvi veliki utjecaj na preporod soula imao je album The Miseducation of Lauryn Hill iz 1998. godine, od glazbenice Lauryn Hill, koji je doživio kritički i komercijalni uspjeh i pet puta je nominiran za nagradu 'Grammy'.
Nakon fenomenalnog Hillovog uspjeha mnogi drugi umjetnici počeli su objavljivati hitove koji su dolazili na R&B top ljestvice, a osobito Angie Stone, Musiq Soulchild, Eric Roberson, Jill Scott, Macy Gray, Goapele, India.Arie, Davina, Pru, Raphael Saadiq, Alice Smith,  Jazzyfatnastees, Adriana Evans, Ursula Rucker,  Rhian Benson i Martha Redbone. Drugi veliki soul izvođači uključuju Lucy Pearl, Floetry, Glenn Lewis, Res, Anthony Hamilton, Bilal i Dwele, od kojih su nastale glavne R&B radijske postaje. Neo soul glazbenici suvremenog doba također su Alicia Keys, Stephanie McKay, John Legend, Jill Scott, Jaheim, Joss Stone, Malina Moye, Emily King, Chrisette Michele, Raheem DeVaughn, Ledisi, Cleveland, Ohio's Conya Doss, Big Brooklyn Red, Antonia Jenae, The Square Egg, Britain's Julie Dexter, Laurnea, N'Dambi, Gaelle, Rachael Bell, Joy Denalane, Joi, Chuckie "Taliaferro" Slay, Aya, Divine Brown, Angela Johnson, Teedra Moses  i britanska pjevačica Corinne Bailey Rae, koja za svoj prvijenac CD dobiva tri nominacije za nagradu 'Grammy'.
Općenito neo soul se pojavljivao najčešće na R&B mjestima kao što su urbani radio i američka kabelska televizija 'Black Entertainment Television' i 'TV One'. Iako su mnogi izvođači ostvarili veliki uspjeh u tom stilu, oni se uglavnom pojavljuju na samo nekim mjestima top ljestvica, izabrani od američkih slušatelja.
Hill ostaje dosljedno najpoznatijih i najuspješniji neo soul izvođač s komercijalne točke gledišta, zahvaljujući njegovim velikim pop singlovima: "Everything Is Everything" i "Doo Wop (That Thing)", koji su mnogo više orijentirani na hip hop, s rapperskim stihovima, nego na neo soul stil. Hill je također poznat i kao dobitnik nagrade 'Grammy', 1999. godine. Alicia Keys nadaleko je poznata kao izvođač neo soul skladbi, a ima i najveći hit do sada "Fallin'", koji je sadržavao elemente rapp stihova i s time dospio ne samo na vrh pop ljestvica, nego i na ljestvice suvremene glazbe za odrasle.
Prema kraju milenijuma, Macy Gray je imao veliki hit "I Try", koji je završio na pop top ljestvicama i na ljestvicama suvremene glazbe. Grayeve druge skladbe bile su isto popularne na nekim mjestima, ali nisu uspjele postići uspjeh kao "I Try".

### 21. stoljeće
Od 2000. godine, glazbenici poput Musiqa Soulchilda, Raphaela Saadiqa, Anthonyja Hamiltona, Kema i Adriane Evans, nastoje izraditi neobarokni stil soul glazbe, iako se radije nazivaju soul glazbenicima. Ostali neo soul glazbenici jedva su poznati u Americi, jer se samo pojavljuju na top listama, unatoč činjenici da su rado slušani na urbanom radiju i 'BET' televiziji. Većina njih je popularna na glazbenim video kanalima kao što su MTV2 i VH1 Soul. Neki glazbenici poput Maxwella, Eryke Badu i D'Angeloa, u Americi su poznati kao osnivači neo soul stila i kritičari njihove albume vrlo rado preporučuju. D'Angelo nastupa na VH1 glazbenoj televiziji u emisiji Men Strike Back 2000, dok Badu glumi u filmu Blues Brothers 2000.
U listopadu 2003. godine neo soul dobro prolazi na komercijalnom radiju u Charlestonu, Južna Karolina. WPAL na 100.9 FM, na kojemu se tradicionalno pušta R&B i klasični soul, u konzultacijama sa svojim programskim direktorom J.R. Riversom, počinju puštati i neo soul.

## Vanjske poveznice
- ProjectVIBE Internet Radio (Projectvibe.net)  Arhivirana inačica izvorne stranice od 29. rujna 2008. (Wayback Machine) - 24 satna internet radio postaja s neo soulom i šire.
- Dusty Groove Neo Soul Section (Dustygroove.com) - Online trgovina s neo soul, jazz i ostalim artiklima.